# Comuna Poseahva, Hoșcea
Poseahva (în ucraineană Посягва) este o comună în raionul Hoșcea, regiunea Rivne, Ucraina, formată din satele Iasne, Meatîn, Oleksiivka, Poseahva (reședința) și Serhiivka.

## Demografie
Componența lingvistică a comunei Poseahva
     Ucraineană (99,57%)
     Alte limbi (0,44%)
Conform recensământului din 2001, majoritatea populației comunei Poseahva era vorbitoare de ucraineană (99,57%), existând în minoritate și vorbitori de alte limbi.